# Кинопоезд
Кинопоезд «Союзкино» — три железнодорожных вагона, которые во время первой пятилетки были приспособлены режиссёром А. Медведкиным для оперативной проявки, обработки и монтажа киноплёнки, а также проживания всей съёмочной группы. В одном из вагонов была смонтирована кинопередвижка.
Подобно бронепоездам Гражданской войны, кинопоезд Медведкина совершал «стремительные рейды по ударным стройкам пятилетки». Свою цель Медведкин видел в создании документальных киноматериалов в предельно сжатые сроки:

Фильм в одной коробке! Острый! Берущий за сердце! Сделанный быстро, он должен вцепиться в большой экранный боевик как репей в хвост собаки и двигаться с ним по любым дорогам кинопроката.
Острота поднимаемых тем и оперативность отклика позволяют поставить короткометражки Медведкина в один ряд с современной телехроникой: «Прибыв на очередной объект, он с ходу снимал „горячие“ сюжеты, их тут же проявляли, монтировали и в тот же день, или в крайнем случае на следующий, демонстрировали в местном клубе или кинотеатре, к неописуемому восторгу зрителей». Замысел был в том, чтобы, вскрывая недостатки, убеждать зрителей в необходимости совершенствования производственного процесса.
Медведкинская идея кинопоезда вызвала живой отклик среди французских левых 1960-х годов. Деятели группы «Медведкино» во главе с Крисом Маркером воспринимали Медведкина как «Че Гевару от кинематографии» — «энтузиаста боевой пропаганды, создаваемой почти по-партизански, в кратчайший срок и на месте событий». Все 60 фильмов, созданных в кинопоезде, считались в то время утраченными. Только в 1980-е годы некоторые из них обнаружил в архиве молодой киновед Николай Изволов.